# (6500) Кодаира
(6500) Кодаира (лат. Kodaira) — астероид, относящийся к группе астероидов пересекающих орбиту Марса и принадлежащий к светлому спектральному классу B. Он был открыт 15 марта 1993 года японскими астрономами К. Эндатэ и К. Ватанабэ в обсерватории Китами и назван в честь японского астронома Кэиити Кодары (англ. Keiichi Kodaira).

Орбита астероида Кодаира и его положение в Солнечной системе